# Charles à Court Repington

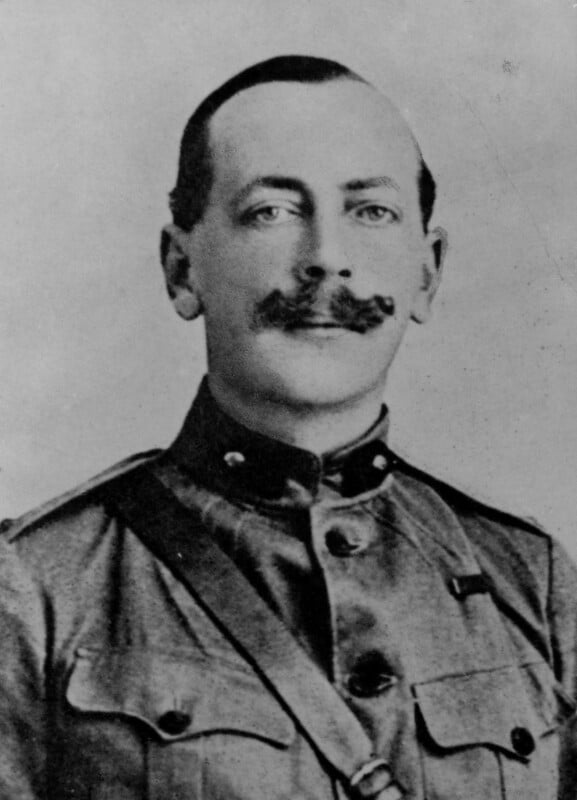
Charles à Court Repington in den 1900ern

Charles à Court Repington (* 29. Januar 1858 in Heytesbury, Wiltshire; † 25. Mai 1925 in Hove), bis 1903 Charles à Court, war ein britischer Offizier und später Kriegsberichterstatter für Morning Post und The Times. Ihm wird zugeschrieben, als Erster den Begriff Erster Weltkrieg benutzt und den Shell Scandal aufgedeckt zu haben.

## Leben

### Frühes Leben
Er wurde am 29. Januar 1858 als Sohn von Charles Henry Wyndham A’Court Repington und Emily à Court Repington (geborene Currie) in Heytesbury geboren. Er entstammte der anglikanischen Gentry-Familie à Court, die durch Mitgliedschaft im Parlament und Dienst im Militär Bedeutsamkeit erlangte. 1903 änderte er seinen Namen in à Court Repington.
Darüber sagte er selbst in seinen Memoiren:

“The à Courts are Wiltshire folk, and in old days represented Heytesbury in Parliament [...] The name of Repington, under the terms of an old will, was assumed by all the à Courts in turn as they succeeded to the Amington Hall Estate, and I followed the rule when my father died in 1903.”

„Die à Courts sind eine Familie aus Wiltshire, die früher Heytesbury im Parlament vertraten [...] Der Name Repington wurde von allen à Courts gemäß einem alten Testament angenommen, wenn sie das Amington Hall Estate erbten, und ich folgte dieser Regel, als mein Vater 1903 starb.“

Er war zwischen 1871 und 1875 Schüler im Eton College. Darauf erhielt er 1876 und 1877 militärische Bildung in Freiburg und dem Royal Military College, Sandhurst.

### Militärische Karriere
Repington trat 1878 als Infanterie-Offizier in die Rifle Brigade ein. Er diente in Afghanistan und im Sudan, wo er an Typhus erkrankte. Nachdem er sich erholt hatte und in Irland diente, trat er 1887 in die Generalstabsschule in Camberley ein. Als er seinen Abschluss erhielt, wurde er nach Burma versetzt. Ab dem November 1898 diente er in Brüssel und Den Haag als Militärattaché, worauf er zum Oberstleutnant befördert wurde.
Er diente in Stabsverwendung im Zweiten Burenkrieg zwischen 1899 und 1901, wo er im September 1901 zum Companion of the Order of St Michael and St George ernannt wurde.

### Heirat und Affäre
1882 heiratete er Melloney Catherine Scobell, mit der er vier Kinder hatte, von denen zwei Töchter das Säuglingsalter überlebten. Trotzdem unterhielt er viele Affären. So begann er 1897 in Ägypten mit Lady Garstin, die Frau des Ingenieurs William Garstin, eine Affäre. Nachdem diese publik wurde, musste er vor Zeugen eine Erklärung unterzeichnen, mit Lady Garstin keine Interaktionen mehr zu führen. Dieses Dokument wurde von Henry Wilson aufbewahrt. Trotzdem führte er seine Affäre mit Lady Garstin fort.
Seine Affäre wurde nach dem Zweiten Burenkrieg erneut aufgedeckt, weshalb er sich scheiden lassen wollte. Melloney Catherine Scobell lehnte ab, doch Garstin ließ sich von Lady Garstin scheiden. Über diesen Fall wurde in The Times berichtet, worauf Sir Thomas Kenny-Kelly von à Court forderte, eine Erklärung abzugeben. In der Erklärung behauptete à Court, dass die frühere Vereinbarung aufgelöst worden sei, doch dies wurde von Wilson nicht bestätigt. Dies nahm er als Stoß in den Rücken wahr. Wenig später wurde er gezwungen, seinen Abschied vom Militär zu nehmen. Er begann eine Karriere als Kriegsberichterstatter, bei der er, wann immer sich die Möglichkeit ergab, Wilson kritisierte. In seinen Memoiren erwähnte er die Affäre nicht.

### Kriegsberichterstatter

#### Vor dem Ersten Weltkrieg
Repington arbeitete zunächst bei der Morning Post und ab 1904 bei The Times als Kriegsberichterstatter. Seine Berichterstattung über den Russisch-Japanischen Krieg wurde im Buch The War in the far East veröffentlicht.
In einer Berichterstattung über das 1911 in Altona stattgefundene Kaisermanöver schrieb er eine vernichtende Kritik. Der deutsche Infanterist sei mechanisch, langsam und nicht interessiert an seiner Arbeit (englisch machine-made, slow and lacking interest in his work), zudem sei die deutsche Armee veraltet gewesen. Die Doktrin selbst lobte er allerdings. Das deutsche Selbstgefühl wurde von dieser Kritik schwer verletzt. Was er zu jenem Zeitpunkt noch nicht wusste, war, dass hier 1911 eine Zäsur stattfand.
Er war Befürworter einer Vergrößerung der britischen Armee auf Kosten der Flotte und zählte zu den „Westerners“, also zu jenen, die eine direkte Auseinandersetzung mit dem Deutschen Kaiserreich an der Westfront einem peripheren Ansatz vorzogen. Außerdem unterstützte er die Entstehung einer britischen Heeresleitung in Form eines Generalstabs.

#### Erster Weltkrieg
Dank seiner Freundschaft mit Feldmarschall John French war Repington einer der am besten informierten Kriegsberichterstatter. French ermöglichte ihm z. B. im November 1914 die Anwesenheit an der Westfront, während nahezu alle anderen britischen Journalisten keine Erlaubnis erhielten.

##### Munitionskrise von 1915
Nachdem Repington die verlustreiche britische Niederlage in der Schlacht bei Aubers Ridge im Mai 1915 selbst beobachtet hatte und French in einem Gespräch mit ihm eine Munitionsknappheit erwähnte, prangerte er diese Knappheit als Grund für die Niederlage in einem Telegramm an The Times an. Der Bericht wurde dort und später auch in der Daily Mail stark zensiert veröffentlicht. Dies löste einen Skandal aus, der zur Gründung des Ministry of Munitions unter David Lloyd George, einer Verringerung der Macht des War Secretary Lord Kitchener und dem Munitions of War Act 1915 führte. Der Skandal zeigte die Macht, die er durch seine Zeitungsberichte hatte, vorerst durfte er aber nicht mehr direkt von der Westfront berichten.

##### Strafverfolgung unter demDefence of the Realm Act
Repington kündigte im Januar 1918 seine Stellung bei der Times wegen einer Meinungsverschiedenheit mit seinem Vorgesetzten Alfred Harmsworth. Harmsworth wollte nach dem deutschen Gegenangriff bei der Schlacht von Cambrai eine kritische Stellung gegen den Marschall Douglas Haig einnehmen, während Repington dem nicht zustimmte und zur Morning Post zurückkehrte.
Am 16. Februar musste er zusammen mit Howell Arthur Gwynne vor Gericht: Ihm wurde vorgeworfen, gegen den Defence of the Realm Act verstoßen zu haben, da er Artikel veröffentlicht hatte, die die wahren Beweggründe für die Entstehung des Alliierten Obersten Kriegsrates enthüllten: Er sollte die Macht von William Robertson schwächen. Repington behauptete später, dass bei der Verhandlung mehr Leute anwesend waren als bei der von Hawley Crippen. Er wurde verurteilt und musste eine Strafe zahlen.

### Späteres Leben und Tod
Nach dem Ende des Krieges schrieb er für den Daily Telegraph. 1919 wurden seine Memoiren Vestigia, Reminiscences of Peace and War. veröffentlicht. Ein Jahr später wurde in zwei Teilen der Bestseller The First World War, 1914–1918: Personal Experience of Lieutenant-Colonel C. à Court Repington CMG. von Constable veröffentlicht, was eine der ersten Nutzungen der Bezeichnung Erster Weltkrieg (englisch First Worldwar) im englischsprachigen Raum markierte. In dem Buch deckte Repington einige private Gespräche auf, was ihn mehrere Freundschaften kostete. 1922 veröffentlichte Boston & New York: Houghton Mifflin Co. sein Kriegstagebuch After the War; London–Paris–Rome–Athens–Prague–Vienna–Budapest–Bucharest–Berlin–Sofia–Coblenz–New York–Washington; a Diary. Zu diesen Büchern wurde er aus Geldnot motiviert. Des Weiteren beunruhigte ihn, dass sein Nachname mit „Knapp bei Kasse“ übersetzt werden konnte.
Er starb im Alter von 67 Jahren am 25. Mai 1925 in Hove, wo er auch begraben wurde.

## Werke (Auswahl)
- The War in the far East. 1905.
- Vestigia, Reminiscences of Peace and War. 1919.
- The First World War, 1914–1918: Personal Experience of Lieutenant-Colonel C. à Court Repington CMG. Band 1, Herausgegeben von Constable, 1920.
- The First World War, 1914–1918: Personal Experience of Lieutenant-Colonel C. à Court Repington CMG. Band 2, Herausgegeben von Constable, 1920.
- After the War; London–Paris–Rome–Athens–Prague–Vienna–Budapest–Bucharest–Berlin–Sofia–Coblenz–New York–Washington; a Diary. Herausgegeben von Houghton Mifflin Co., Boston & New York 1922.
- The Letters of Lt. Col. Charles à Court Repington, CMG: Military Correspondent of "The Times". Editiert von A. J. A. Morris (postum), herausgegeben von der Army Record Society 1999.

## Orden und Ehrenzeichen
- Companion of the Order of St Michael and St George, 29. November 1900, für Dienste im Zweiten Burenkrieg
- Commandeur des belgischen Leopoldsordens
- Officier der Ehrenlegion[9]